# Heinrich Rademin

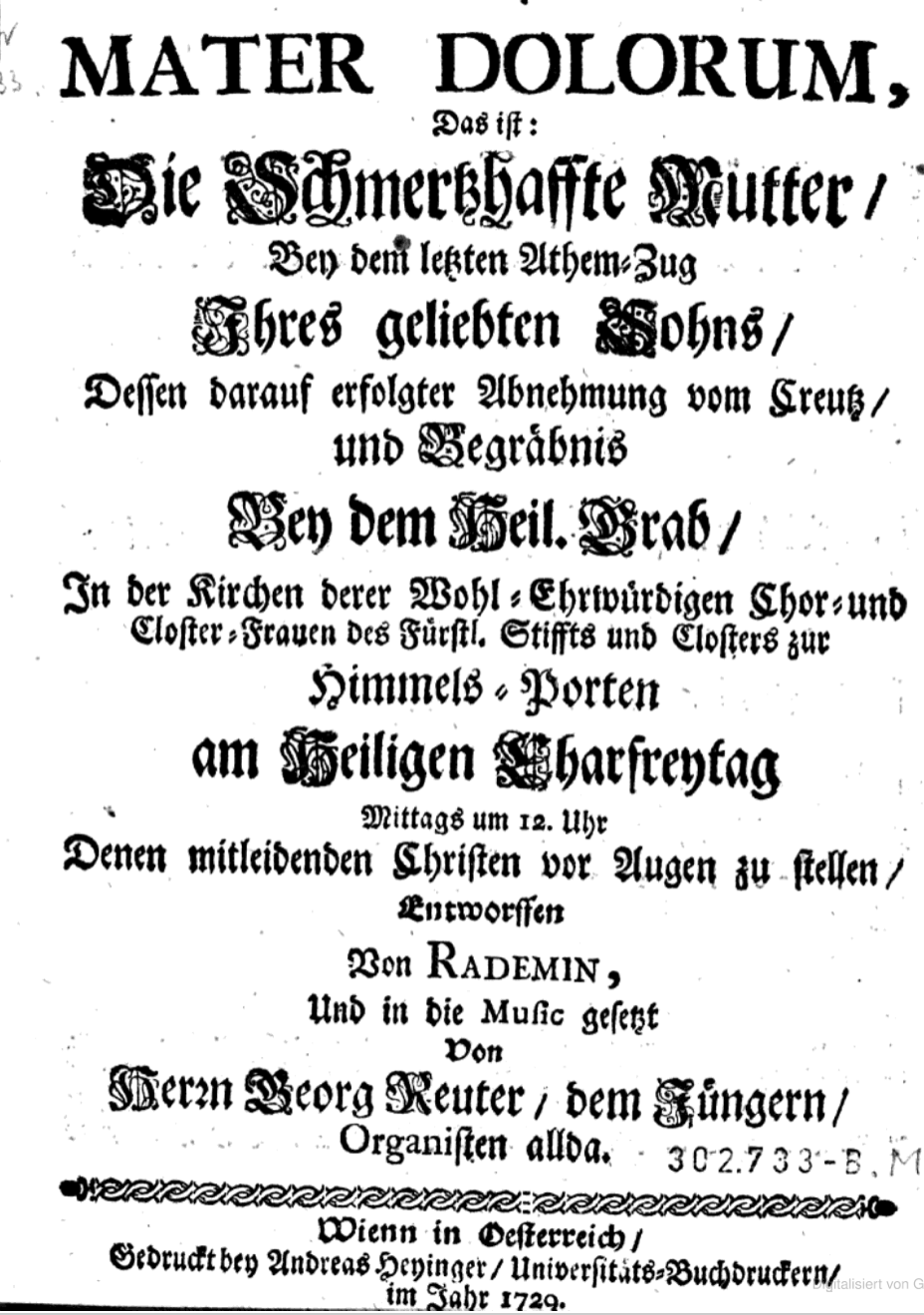
Textblatt der Mater Dolorum von 1729

Heinrich Rademin (getauft 15. Dezember 1674 in Hamburg; † 29. November 1731 in Wien) war ein deutscher Schauspieler, Theaterprinzipal, Bühnenschriftsteller und Übersetzer.

## Leben
Seine Eltern waren der Hamburger Kämmereischreiber Diedrich Rademin und die Catharina Bertha geb. Lamprecht. Er war der Urenkel des Hamburger Ratsherrn Diedrich Rademin († 1581). Nach dem Studium der Rechte und promovierte er am 17. Dezember 1697 in Halle (Saale).
Der Schauspieler Konrad Ekhof erklärte, mit Ausgang dieses Seculi sei der Licentiat Rademin von Hamburg nach Wien gegangen und habe daselbst das Theater wo nicht gegründet doch befestigt.
Rademin heiratete um 1703 in Wien als Prinzipal hochdeutscher Komödianten die Schauspielerin Anna Ernestina Gettner, die Tochter von Theaterleiter Johann Georg Gettner. Von Wien aus startete er Tourneen nach Brünn.
Gemeinsam mit Joseph Anton Stranitzky, Johann Baptist Hilverding und Jacob Hirschnackh (1664–1724) gründete Rademin 1706 die Gesellschaft Teutscher Comoedianten und war danach Schauspieler bei Stranitzky in Wien, der 1709 Taufpate seines Sohnes wurde.
Seit 1710 gastierte er mit den Wienerischen Comoedianten in Regensburg 1711, Ulm 1712, Linz 1714, Augsburg 1715, Brünn 1716/1717, Prag 1718, teils in Kompagnie mit Anton Joseph Geißler bzw. Markus Waldmann. Um 1717 kam es zu ersten Kontakten mit dem böhmischen Grafen und Theatermäzen Franz Anton von Sporck, an dessen Kurtheater in Kukus Rademin wiederholt auftrat.
1719 kehrte er zu Stranitzky an das Kärntnertortheater in Wien zurück. Im Jahre 1723 war wieder Prinzipal hochdeutscher Comoedianten in Breslau und Brünn und kam 1724 mit Franz Albert Defraine nach Kukus.
Auch entstanden 1724 in Wien fünf Libretto-Umarbeitungen für den Hanswurst. Er war auch 1724 bis 1726 in Wien als Schreiber der 14 sogenannten Wiener Haupt- und Staatsaktionen beauftragt, die Rademin aus italienischen Librettotexten zusammenstellte.
Am 16. Mai 1726 wurde sein erfolgreiches Nepomuk-Oratorium Der liegend-obsiegende Held (Musik: Georg Reutter der Ältere) am Kärntnertortheater aufgeführt.
Nach dem Tod Stranitzkys (1726) wurde Rademin, der bereits seit 1725 Karfreitagsoratorien (Oratorium) sowie die alljährlich auf der Hohen Brücke (Wien I) aufgeführten Nepomuk-Oratorien (Musik: Georg Reutter der Jüngere), in dem für Wien neuartigen Genre der Musikkomödie im Kärntnertortheater als Übersetzer bzw. Verfasser herangezogen.

## Nachkommen
Sein Sohn Karl (* ca. 1700) heiratete Sophie Eckenberg, Tochter des starken Mannes und Theaterprinzipals Johann Carl von Eckenberg, in dessen Truppe er seit 1731 tätig war.
Seine Tochter Barbara (* ca. 7. November 1719 Wien oder Olmütz, † nach 1760) heiratete den bekannten Theaterprinzipal und letzten deutschen Harlekin Franz Schuch den Älteren.

## Werk
- Dispvtatio jvridica vulgato dicto unus testis, nullus testis, Germ. ein zeuge, kein zeuge ... Königsberg 1695.
- Magnifici Iurisconsultorum Ordinis Consensu, Praeside Dn. Johanne Amseln ... Illustriores Iuris Controversias Ante in privato Digestorum Disputatorio Collegio sub praelaudato Dn. Praeside ventilatas ulteriori publicae ... in ... Academiae Regiomontanae ... subiicio Henrich Rademin, Hamburgensis D. XI. Maii. Ann. MDCLXXXXVI (Autor Johann Amsel; Heinrich Rademin; Petrus Schwenner; M Werner; Jacobus Höpner) Regiomonti Typis Reusnerianis 1696.
- Diss. iur. sol. loco inauguralis de bodemeria (Heinrich von Bode) Halle (Saale) 1697.
- Der verwirrte Ehemann (Text:Jean-Baptiste Molières) (Musik:Johann Ignaz Beyer) (Übersetzung) 1710.
- Wohlmeinentlich-entworffene ... Bay-Schrifften ... Bey Außzierung des ... Comödie-Platzes in der sogenannten Raths-Comödie Gruber, Augsburg 1715.
- Nie verwesende Gedächtnis der Gerechten nach Anleitung des CXI. Psalm v. 6.7.8. als Ihro Excellence der Hochgebohrne Herr Franciscus Antonius deß Heil. Römischen Reichs Graff von Sporck ... zur Verpflegung 100 armer Männer in Deroselben zu Dero Herrschafft Gradlitz gehörigen so genannten Kuckus-Bade erbaute und mit reichen Stifftungen versehene Kirchen und Spitahl den 29. Augusti Hochfeyerlichst einweihen ließ 1717.
- Bacco trionfante dall'Indie. Componimento dramatico, da recitarsi nel teatro cesareoprivileggiato di Vienna, nell'autunno dell'anno MDCCXXVIII. (Michelangelo Boccardi; Francesco Pircker) Heyinger, Wien 1728. (Übersetzung)
- Die durch Tugend und Beständigkeit besiegte Untreu. Jn einer welschen Sing=Verfassung vorzustellen auf dem von jhro röm. kayserl. und königl. cathol. Majest. privilegirten Theatro in Wienn Heyinger Wien 1729.
- Die von der Liebe verwundete [sic] Jäger. In einer welschen Sing=Verfassung vorzustellen auf dem von Ihro Röm. Kayserl. und Königl. Cathol. Majest. privilegirten Theatro in Wienn (Musik: Antonio Bioni) Heyinger, Wien 1729.
- Mater Dolorum. Das ist: Die Schmertzhaffte Mutter/ Bey dem letzten Athem=Zug Ihres geliebten Sohns/ ... Entworffen von Rademin, Und in die Music gesetzt Von Georg Reuter Heyinger Wien 1729 und Mangold, Passau 1733.
- Musicalisch=italiänisches Zwischen=Spiel, gezogen aus Aralinda. Vorgestellet auf dem von jhro röm. kays. und königl. cathol. Majest. privilegirten Theatro jn Wienn. Heyinger, Wien ca. 1730.
- Der Ursprung des […] Städtlein Jaromeritz (Musik: František Antonín Míča; Libretto: Domenico Bonlini) (Übersetzung) 1730.
- Die Römische Lucretia 1731.
- Atalanta (Übersetzung).
- Xio, re della China (Übersetzung).
- Aralinda (Übersetzung).
- Arsaces (Übersetzung).
- Hypermnestra (Übersetzung).
- Die unschuldig geglaubte Unschuld (Übersetzung).
- Die Königin der schwartzen Inseln (Übersetzung).
- Runtzvanscad, König deren Menschenfressern oder Der durchläuchtigste Gärtner (Übersetzung).